# Brototyche adamsii
Brototyche adamsii là một loài bọ cánh cứng trong họ Cerambycidae.